# Yalong
Le Yalong (chinois : 雅砻江 ; pinyin : Yǎ lóng jiāng) ou Ya-lung ou Nyachu (tibétain : ཉག་ཆུ་, Wylie : nyag chu, THL : Nyachu) est une rivière longue de 1 323 km qui coule dans la province du Sichuan en Chine du Sud. C'est un des principaux affluents du Yangzi Jiang dans lequel il se jette à la frontière avec le Yunnan.

## Hydrologie
Long de 1 535 kilomètres, le fleuve a un débit moyen de 1 914 m3/s et son bassin versant a une superficie de 128 556 km2.

## Aménagements
L'aménagement du bassin est confié à la Yalong River Hydropower Development Company qui appartient à deux entreprises d'état chinoises, la State Development & Investment Corporation (SDIC), holding présente dans l'énergie, les engrais… et la Sichuan Provincial Investment Group, fond chargé d'investir dans des projets importants dans la province du Sichuan. 
L'aménagement consiste en une série de barrages hydroélectriques dont six sont achevés fin 2021 pour une puissance de 16 200 MW, une est en construction et cinq sont prévus.
Liste des barrages d'amont en aval :
| #  | Désignation | Hauteur | Puissance installée | Production annuelle | Type de barrage | Capacité de stockage | Date achèvement                                                        | Notes  |
| -- | ----------- | ------- | ------------------- | ------------------- | --------------- | -------------------- | ---------------------------------------------------------------------- | ------ |
| 1  | Lianghekou  | 295 m   | 3 000 MW            |                     | Barrage-voûte   | 10 770 000 000 m3    | 2021 (barrage et 1e unité de la centrale), complètement achevé en 2023 | [ 2 ]  |
| 2  | Yagen I     | 61 m    | 270 MW              |                     |                 |                      | prévu                                                                  | [ 3 ]  |
| 3  | Yagen II    | 153 m   | 1 080 MW            |                     | Barrage-poids   |                      | prévu                                                                  | [ 4 ]  |
| 4  | Lenggu      |         | 2 575 MW            |                     |                 |                      | prévu                                                                  | [ 5 ]  |
| 5  | Mengdigou   | 198 m   | 2 400 MW            |                     | Barrage-voûte   | 854 000 000 m3       | prévu                                                                  | [ 6 ]  |
| 6  | Yangfanggou |         | 1 500 MW            |                     |                 |                      | 2021                                                                   | [ 7 ]  |
| 7  | Kala        | 126 m   | 1 020 MW            |                     | Barrage-poids   |                      | prévu et projet de construction approuvée                              | [ 8 ]  |
| 8  | Jinping-I   | 305 m   | 3 600 MW            | 17 TWh              | Barrage-voûte   | 7 700 000 000 m3     | 2013                                                                   | [ 9 ]  |
| 9  | Jinping-II  | 37 m    | 4 800 MW            | 24,23 TWh           | Barrage-poids   | 14 200 000 m3        | 2012                                                                   | [ 9 ]  |
| 10 | Guandi      | 168 m   | 2 400 MW            | 11,87 TWh           | Barrage-poids   | 760 000 000 m3       | 2012                                                                   | [ 10 ] |
| 11 | Ertan       | 240 m   | 3 300 MW            | 17 TWh              | Barrage-voûte   | 5 800 000 000 m3     | 1999                                                                   | [ 11 ] |
| 12 | Tongzilin   | 67 m    | 600 MW              |                     |                 |                      | 2016                                                                   | [ 12 ] |

Une dizaine d'autres barrages sont à l'étude à plus long terme en amont de ceux ci. Il serait de moindre puissance mais représenteraient plusieurs centaines de mégawatts chacun.